# Iemîlivka, Holovanivsk
Iemîlivka (în ucraineană Ємилівка) este o comună în raionul Holovanivsk, regiunea Kirovohrad, Ucraina, formată numai din satul de reședință.

## Demografie
Componența lingvistică a comunei Iemîlivka
     Ucraineană (96,52%)
     Rusă (2,83%)
     Alte limbi (0,47%)
Conform recensământului din 2001, majoritatea populației comunei Iemîlivka era vorbitoare de ucraineană (96,52%), existând în minoritate și vorbitori de rusă (2,83%).